# کوبیسم

دختر با ماندولین، پابلو پیکاسو، موزه هنر مدرن نیویورک

حجم‌گرایی یا کوبسیسم (به فرانسوی: Cubsisme) یکی از سبک‌های هنری است. کوبیسم در فاصله سال‌های ۱۹۰۷ تا ۱۹۰۸ به‌عنوان سبکی جدی در نقاشی و تا حد محدودتری در تندیس‌گری ظهور کرد، که از نقاط عطف هنر غرب به‌شمار می‌آید.

## ریشه واژه کوبیسم

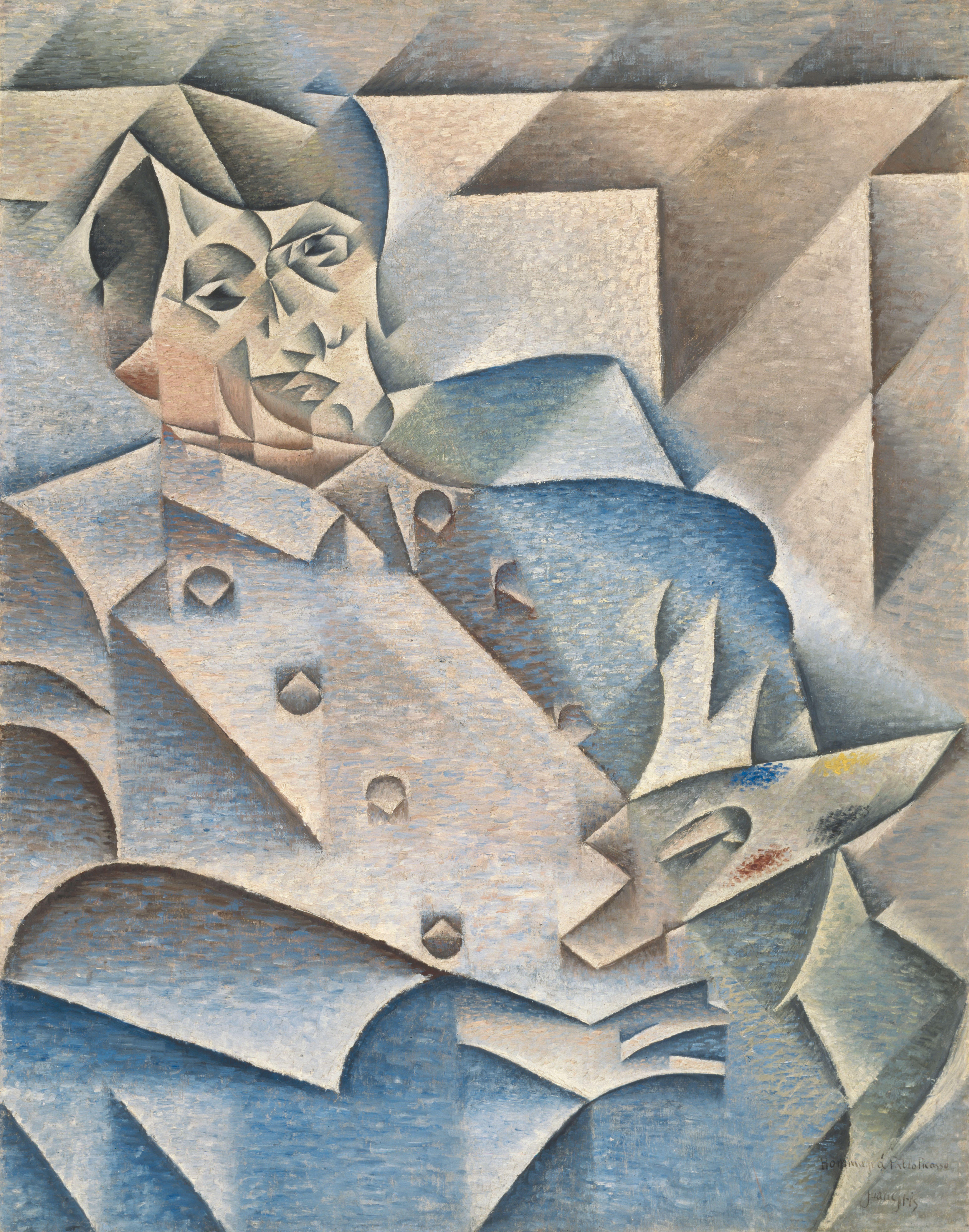
خوان گریس - پرتره پابلو پیکاسو - پروژه هنری گوگل

واژه «کوبیسم» از ریشه «Cube» به معنی «مکعب» اخذ شده‌است.
این واژه را نخستین بار لویی وکسل منتقد هنری به‌کار برد. دوید هاکنی در کنفرانس دانشگاه هاروارد در ۶ فوریه ۱۹۸۶ در این باره می‌گوید:
امروزه کلمه کوبیسم برای آن‌چه که براک و پیکاسو انجام دادند عبارت بسیار سیه‌روز و بد گزینش شده‌ای است. در واقع کوبیسم را لویی وکسل، منتقد معروف، پایه گذاشت. او داشت اتفاقی را که در یک اثر افتاده بود را تحلیل می‌کرد و فکر می‌کرد کوبیسم یعنی مکعب‌ها و سطح‌ها. و این انگی بود که دیگر به آن زده شده بود. کوبیسم ماجرای مکعب‌ها نیست. کوبیسم یک دید ساده‌انگارانه معمولی است که از راه نوعی هندسه به تجرید می‌رسد.

## معرفی

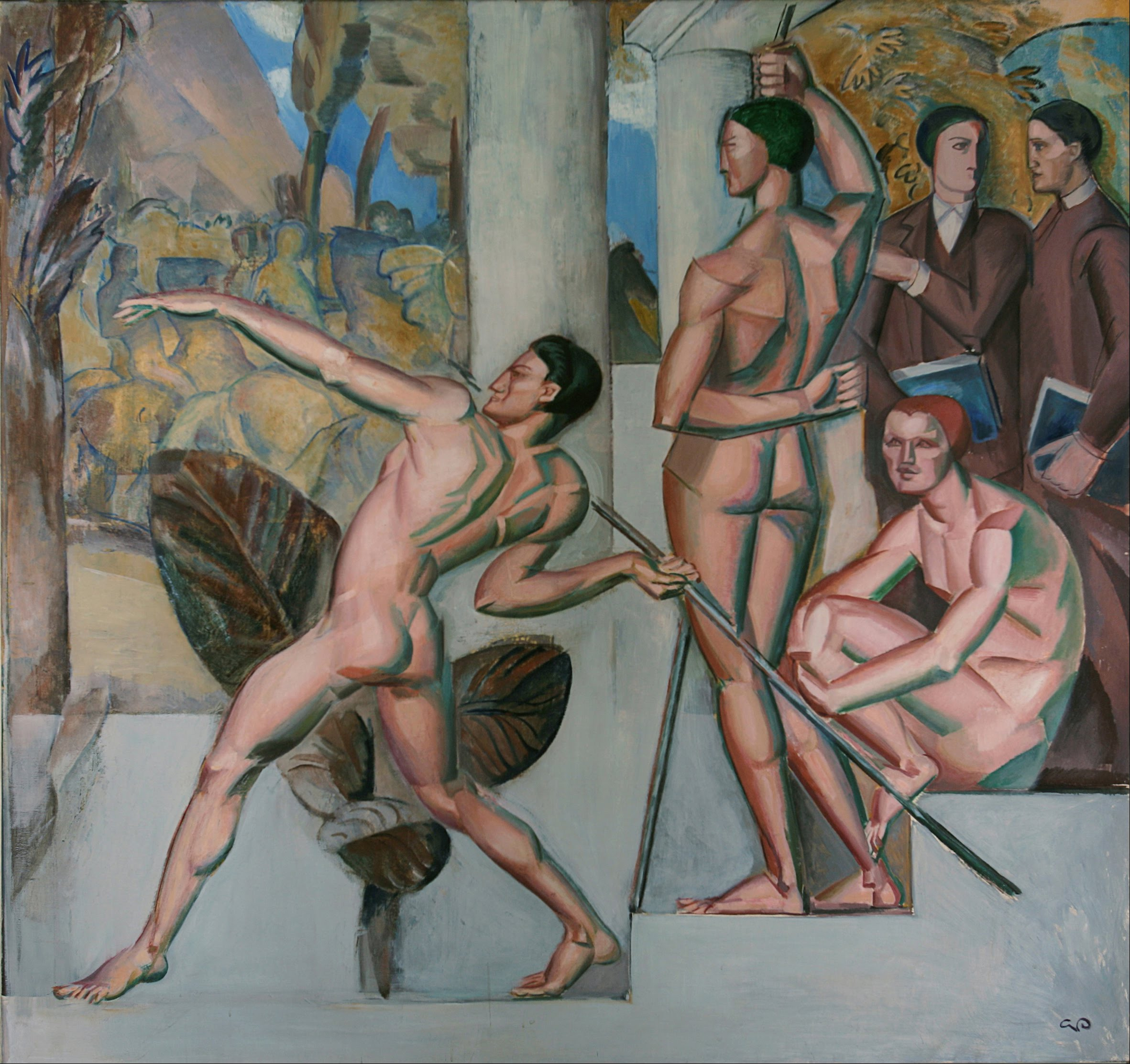
عقل سالم در بدن سالم است، نام اثری است در سبک کوبیسم از گئورگ پائولی، نقاش سوئدی به سال ۱۹۱۲ میلادی. این اثر اکنون در مالکیت موزه هنر مالمو قرار دارد.

میان مورخان هنر تاریخ دقیق اولین ردپای کوبیسم همیشه موضوع بحث و مناقشه بوده‌است. برخی آغاز پیدایش آن را در تابلوی معروف «دوشیزگان آوینیون» (به فرانسوی: Les Demoiselles d'Avignon)پ متعلق به پیکاسو می‌دانند. این تابلو تصویر پنج زن در فاحشه‌خانه‌ای در خیابان آوینیون شهر بارسلونای اسپانیا است که با ترکیب اشکال دندانه‌دار، نقش‌های هموار و فرم‌هایی برگرفته از نقاب‌های آفریقایی نقاشی شده‌است. برخی دیگر، تأثیر آثار هنرمند فرانسوی، پل سزان را بر روی پیکاسو و ژرژ براک مهم‌ترین عامل شکل‌گیری این جنبش می‌دانند. سزان، پیش از مرگش در سال ۱۹۰۶ در تابلوهایش به‌طور فزاینده‌ای به تسهیل و هموار ساختن  استفاده از اشکال می‌پرداخت. به‌علاوه، او برای اولین بار شیوه‌ای را در نقاشی خلق کرد که مورخان هنر آن را passage (گذرگاه) نامیدند؛ در این شیوه گاهی قسمت‌هایی از تابلو بدون رنگ رها می‌شد، به عنوان مثال حد فاصل میان دو کوه خالی می‌ماند، به‌طوری‌که صخره و هوا در هم ادغام شوند و از هم عبور کنند. چنین نوآوری‌هایی از دو جهت برای هنرمندان سبک کوبیسم حائز اهمیت بودند؛ اولاً چنین شیوه‌ای تجارب فیزیکی را به چالش می‌طلبید و ثانیاً هنرمندان را تشویق می‌کرد تا دید خود را نسبت به نقاشی تغییر دهند و آن را به‌عنوان تمامیتی غیر وابسته (و حتی مخالف) با تجارب فیزیکی دنیای بیرون ببینند، که دارای هویت و منطق درونی مستقلی است.
به این ترتیب پیکاسو و براک تحت تأثیر شیوه سزان در نقاشی، آثاری را از مناظر طبیعی به شیوه وی آفریدند و در سال ۱۹۰۸ در نمایشگاهی در پاریس در معرض دید عموم گذاشتند. این نمایشگاه نیز مانند اولین نمایشگاه آثار امپرسیونیستی با اعتراضات گسترده منتقدان روبه‌رو شد، و در بازدید از همین آثار بود که منتقد معروف لوئیس واکسل (Louis Vauxelles) در تمسخر این سبک نو، واژه کوبیسم را که از cube به‌معنای «مکعب» گرفته شده، به آن نسبت داد.
پیکاسو و براک، در نقاشی‌های اولیه خود، ابزارهایی را به‌غیر از «تحلیل دادن توهم فضا» به‌کار گرفته بودند. در اولین قدم آن‌ها از شر قراردادهای مرسوم رهایی یافتند! ساختمان‌ها به جای قرار گرفتن در یک خط عرضی یا پشت سر هم، یکی بر روی دیگری بنا می‌شدند. به‌علاوه پیکاسو در برخی آثارش، نه تنها ساختمان‌ها بلکه تمام تصویر پیش زمینه را به‌شکل مکعب‌های ریزی نقاشی می‌کرد. او با پرداخت‌های مشترک به زمین و آسمان، فضای بوم را به نوعی وحدت می‌رساند، اما در این میان با ترکیب حجم‌های تو پر و میان تهی، از ایجاد «ابهام» نیز غافل نمی‌شد!
موضوع دیگری که آثار کوبیسم را در معرض انتقادات شدید می‌گذاشت، این بود که برخلاف شیوه معمول پرداختن به نور برای ایجاد فضای سه بعدی در نقاشی‌های متداول آن دوران، در این نقاشی‌ها منبع و زاویه مشخصی برای تابش نور وجود نداشت. در برخی سایه‌های موجود منبع نور را در چپ و در بعضی دیگر در راست یا بالا یا پائین و حتی روبه‌رو نشان می‌داد. علاوه بر آن نقش‌ها به نحوی تقارن داشتند که محدب یا مقعر بودن آن‌ها برای بیننده ممکن نبود. در واقع ایجاد ابهام در ذهن بیننده را می‌توان به‌عنوان برجسته‌ترین ویژگی کوبیسم برشمرد.
هنرمندان سبک کوبیسم کوشش می‌کنند تا کلیت یک پدیده (وجوه مختلف یک شی) را در آن واحد در یک سطح دو بعدی عرضه کنند، کوبیسم از این جهت مدعی رئالیسم بود، ولی نه رئالیسم بصری و امپرسیونیستی بلکه رئالیسم مفهومی. آن‌ها همچنین در تلاش بودند تا ذهنیت خود را از اشیاء و موجودات به صورت اشکال هندسی بیان کنند. از این رو آن‌چه را که در واقعیت وجود دارد به گونه‌ای که در مقابل چشمان ما قابل رؤیت است نمی‌بینیم.

## دوره‌ها
پیشاکوبیسم، کوبیسم تحلیلی، کوبیسم ترکیبی
کوبیسم به دو مرحله تقسیم می‌شود:
- کوبیسم تحلیلی (۱۹۱۲-۱۹۱۰): اصول زیبایی‌شناسی در این دوره کامل‌تر شد. پیکاسو و براک به نوع مسطح‌تری از انتزاع صوری روی آوردند که در آن ساختمان کلی اهمیت داشت و اشیای بازنمایی شده تقریباً غیرقابل تشخیص بودند. آثار این دوره غالباً تک‌رنگ و در مایه‌های آبی، قهوه‌ای و خاکستری بودند. به تدریج اعداد و حروف بر تصویر افزوده شدند و سر انجام اسلوب تکه‌چسبانی یا کلاژ به میان آمد که تأکید بیشتر بر مادیت اشیاء و رد شگردهای وهم آفرین در روش‌های نقاشانهٔ پیشین بود.

این مرحله شامل نقاشی‌های سال‌های ۱۹۰۹ تا ۱۹۱۱ پیکاسو و براک است که موضوعات آن معمولاً اشیاء درون کارگاه نقاشی بودند. گیتار و آکاردئون براک اولین نقاشی از این سبک به‌شمار می‌آید.
- کوبیسم ترکیبی (۱۹۱۲-۱۹۱۴): در این دوره آثاری منتج از فرایند معکوس انتزاع به واقعیت پدید شدند. دستاوردهای این دوره بیشتر نتیجهٔ کوشش‌های خوان گریس بود. اگر پیکاسو و براک در مرحلهٔ تحلیلی به تلفیق هم‌زمان در یافت‌های بصری از یک شیء می‌پرداختند و قالب کلی نقاشی خود را به مدد عناصر هندسی می‌ساختند، اکنون گریس می‌کوشید با نشانه‌های دلالت‌کنندهٔ شیء به بازآفرینی تصویر آن بپردازد. بدین‌سان تصویر دارای ساختمانی مستقل اما همتای طبیعت می‌شود و طرح نشانه‌واری از چیزها به‌دست می‌دهد. گریس در تجربه‌های خود رنگ را به کوبیسم باز آورد.

## تأثیرات
این سبک جنبشی خلاق و زیبا را به‌وجود آورد که به پیدایش حرکت‌ها و سبک‌های فراوانی در قرن بیستم منتهی شد، که از آن جمله فوتوریسم، اورفیسم، پوریسم (ناب‌گرایی) و ورتیسم را می‌توان نام برد.
کوبیسم را تحت تأثیر نقاشی‌های سزان می‌دانند، البته براک و پیکاسو کوبیسم را کاری نو در نقاشی می‌دانستند، همان‌طور که پیکاسو در سال ۱۹۳۹ گفته بود که «آن‌ها به دنبال زبانی نو بودند».
صرف نظر از تعلق خاطر پیکاسو و براک به امپرسیونیسم و استفاده از جهان بیرون به‌عنوان موضوع، آن‌ها از این نظریه سورا و سزان نیز تبعیت می‌کردند که برای تأثیرگذاری یک نقاشی باید شکل و شمایل اشیاء و فضای آن‌ها را در بوم دگرگون کرد.
آن‌ها همچنین با پرداختن به بخش کوچکی از جهان واقعی، محدود ساختن نقش مایه‌ها به موضوعات داخل آتلیه و پرهیز از فضای آزاد، تنوع اندک مضامین و مهم بودن طرز بیان در برابر موضوع و محتوا، گرایش‌های سمبولیستی خود را نشان می‌دادند.

## هنرمندان
به جز ژرژ براک و پابلو پیکاسو که از آن‌ها به‌عنوان آفرینندگان این سبک یاد شده، خوان گریس به‌خصوص پس از این دو و در قالب کوبیسم ترکیبی به خلق آثاری پرداخت.

## دلایل موفقیت
دلایل موفقیت و اقبال کوبیسم را می‌توان موارد زیر اعلام کرد: شروع جنبش در مرکز هنری آن زمان، پاریس. گروهی از هنرمندان پرشور که به‌دنبال زبانی نو بودند. نویسندگان و شاعرانی که با توضیحات و تفاسیر خود در گسترش این زبان نو دخیل بودند. عرضه کردن طیف وسیعی از آزادی‌ها برای هنرمند، مانند آزادی بازنمایی دقیق واقعیت و آزادی در پرداختن به زبانی نو برای بیان دیدگاه‌های نو.

## عکاسی کوبیسمی
در عکاسی کوبیسم از نوعی کلاژ بهره می‌گیرند، درهم ریختن فضای واقعی توسط چسباندن عکس‌های مختلف از زوایای مختلف صورت (در پرتره کوبیسم) و چیدمان تصویری با استفاده از عناصر غیرهمگون برای رسیدن به مفاهیم کوبیسمی. همچون دیگر سبک‌های عکاسی نوعی ساختارشکنی تصویری با کم و زیاد کردن عناصر اصلی تصویر با اسلوب و ساختار کوبیسم در نقاشی، می‌توان گفت فضای پرسپکتیوی یا فضایی که از یک نقطه دید واحد نمایان شده‌است.
کوبیسم با هم‌زمان کردن نقاط دید مختلف، یکپارچگی قیافهٔ اشیاء را به هم می‌زند و به‌جای آن شکل «تجریدی» یا (آبستره) را ارائه می‌کند. بدین معنا که عکاس کوبیست اشیاء را در آن واحد از زوایای مختلفی می‌بیند، اما تمامی تصویری را که دیده است به ما نشان نمی‌دهد. بلکه فقط عناصر و اجزایی از آن‌ها را انتخاب و روی سطح دو بعدی تصویر می نمایاند. از این روست که یک اثر کوبیسم، مغشوش، درهم و غیرطبیعی جلوه می‌کند. بنابراین عکاس کوبیست که دیگر در بند یک نقطه دید واحد (مانند عکاسی رئال) نیست و می‌تواند هر شیئی را نه به‌عنوان یک شکل ثابت، بلکه به‌صورت مجموعه‌ای از خطوط، سطوح و رنگ‌ها ببیند. و با ترکیب این ابعاد عکس کوبیسمی ارائه کند.